# Karl Leopold Mayer
Karl Leopold Mayer (* 8. Oktober 1880 in Berlin; † 5. Juni 1965 in Baden-Baden) war ein deutscher Schriftsteller und Jurist.

## Leben
Als Sohn eines jüdischen Weinhändlers und Freimaurers erlebte Karl Leopold Mayer eine behütete Kindheit in Berlin. Nach dem Gymnasium studierte er Rechtswissenschaften in Bonn, München und Berlin und promovierte zum Dr. jur. Von 1902 bis 1903 leistete er seine Militärpflicht beim 1. Pommerschen Feldartillerieregiment Nr. 2 in Stettin und Kolberg ab, ließ sich dann vom November 1903 bis Januar 1905 aus dem Staatsdienst beurlauben und war während dieser Zeit in einem kaufmännisch-industriellen Betrieb beschäftigt, besuchte auch einige Monate die Webeschule in Berlin. Im Oktober 1908 legte er sein zweites Staatsexamen ab. Ab 1909 war er als Hilfsrichter am königlichen Landgericht 1 in Berlin tätig, ehe er 1913 Amtsrichter in Charlottenburg wurde. 1919 wechselte er mit dem Titel Regierungsrat nach Potsdam, 1926 folgte die Ernennung zum Oberregierungsrat beim Polizeipräsidium Berlin. 1928 erreichte er die Position des Regierungs-Vizepräsidenten in Potsdam. Zahlreiche juristische Abhandlungen sowie seine „Berliner Droschkenordnung“ belegen die Anerkennung, die er als Jurist genoss. Auch mit seiner schriftstellerischen Tätigkeit hatte er sich einen Bekanntheitsgrad erworben.
Karl Leopold Mayer und seine Frau Charlotte Pitsch waren jüdischer Herkunft, doch Mayer hatte sich schon früh aus dem eigentlichen Judentum zurückgezogen. Er und seine Frau bekannten sich zum Protestantismus. In der Zeit des Nationalsozialismus wurde Mayer 1933 in den Ruhestand versetzt, den Doktortitel erkannte ihm die juristische Fakultät Leipzig ab. Nach der Haft 1938 ging er zusammen mit seiner Frau und der Tochter ins Exil nach Uruguay. Der ältere Sohn Helmut, erfolgreicher Kaufmann in der Wollbranche, hatte schon vor den Eltern Deutschland verlassen. Durch dessen Heirat mit der Tochter einer alten uruguayischen Familie – seine Frau war zudem Sekretärin des uruguayischen Außenministers – konnten die Eltern ohne Schwierigkeiten einwandern. Der jüngere Sohn Thomas, der Musik studiert hatte, verlor wegen seiner jüdischen Herkunft seinen Posten in Leipzig als Korrepetitor und emigrierte in die Tschechoslowakei, das deutschsprachige Sudetenland. Hier zwang ihn die Annexion des Sudetenlandes erneut zur Flucht, er ließ sich in Buenos Aires nieder. Thomas Mayer gehörte zu den verfolgten Musikern der NS-Zeit und war später ein relativ bekannter Dirigent mit weltweiten Dirigaten, unter anderem an der Met in New York.
Mit der vor dem Holocaust bewahrenden Auswanderung nach Montevideo 1939 mit Frau und Tochter begann für Karl Leopold Mayer ein völlig anderes Leben. Während seine musikalische, temperamentvolle und originelle Frau sich ins gesellschaftliche Leben einbrachte, fiel es ihm nicht leicht, sich mit dem Alltag im Exil zurechtzufinden, weshalb er auf die finanzielle Unterstützung durch den Sohn Helmut angewiesen waren. Mayer fand als „homme des lettres“ einen Freundeskreis, der der gleichen Geistigkeit verhaftet war und in dem neben Politik auch Kunst eine große Rolle spielte. Zum Freundeskreis gehörte unter anderem Joachim Hellmut Freund, der als Lektor, Journalist und Autor tätig war und sich als Mentor Mayers begriff. Ebenso gehörte die Familie Mayer zum engsten Kreis des Dirigenten Fritz Busch und des Juristen Dr. Richard Otto Frankfurter. Alle fanden sich in der kleinen Wohnung der Mayers öfter zu einer gastlichen und kulturellen Runde zusammen, wobei Busch, dem Mayers Sohn Thomas später nach New York folgte, wohl eine zentrale Rolle einnahm.
Karl Leopold Mayer, der als großer Goethe-Kenner galt, gab auch in Montevideo die schriftstellerische Tätigkeit nicht auf, hielt viel beachtete Vorträge über deutsche Literatur und war Mitarbeiter beim „Argentinischen Tageblatt“. Wohl auch, weil er sich im argentinischen Exil nie wirklich zuhause gefühlt hat und die Verbundenheit mit der deutschen Heimat und ihrer Kultur ihn immer begleitete, kehrte er 1957 – seine Frau war verstorben – als freier Schriftsteller nach Deutschland zurück und verbrachte seine letzten Jahre in einem Seniorenheim in Baden-Baden, wo er am 5. Juni 1965 verstarb. Teile seines Nachlasses befinden sich im Deutschen Literaturarchiv Marbach.
Mayers Arbeiten, vorwiegend Gedichte, sind geprägt durch eine tiefgreifende Verbundenheit mit der deutschen Heimat und historische Kenntnisse, die oft auch in Form von Balladen einen Niederschlag finden. Daneben wird Mayers Lyrik getragen von einer an die deutsche Romantik erinnernden, empfindsamen und atmosphärisch dichten Sprache, ebenso von einer tiefen Sehnsucht nach Frieden in der Natur.

## Werke
- Im Waffenrock (1904)
- Von Helden, Bettlern und Christus (1910)
- Der Raub der Europa (1913)
- Bismarck in deutscher Dichtung (1914)
- Die Wolken (1919)
- Potsdamer Miniaturen (1923)
- Der Dichter Tschang-Tsi (1933)

## Einzelgedichte
- „Die alte Lehrerin“ (1904)
- „Tabakhäuschen“ (1911)
- „Gebet aus dem Schützengraben“ (1915)
- „Hohe Nacht“ (1920)